# NDUFAF6
NDUFAF6 (англ. NADH:ubiquinone oxidoreductase complex assembly factor 6) – білок, який кодується однойменним геном, розташованим у людей на 8-й хромосомі. Довжина поліпептидного ланцюга білка становить 333 амінокислот, а молекулярна маса — 38 176.
| 10         |  | 20         |  | 30         |  | 40         |  | 50         |
| ---------- |  | ---------- |  | ---------- |  | ---------- |  | ---------- |
| MAASAHGSVW |  | GPLRLGIPGL |  | CCRRPPLGLY |  | ARMRRLPGPE |  | VSGRSVAAAS |
| GPGAWGTDHY |  | CLELLRKRDY |  | EGYLCSLLLP |  | AESRSSVFAL |  | RAFNVELAQV |
| KDSVSEKTIG |  | LMRMQFWKKT |  | VEDIYCDNPP |  | HQPVAIELWK |  | AVKRHNLTKR |
| WLMKIVDERE |  | KNLDDKAYRN |  | IKELENYAEN |  | TQSSLLYLTL |  | EILGIKDLHA |
| DHAASHIGKA |  | QGIVTCLRAT |  | PYHGSRRKVF |  | LPMDICMLHG |  | VSQEDFLRRN |
| QDKNVRDVIY |  | DIASQAHLHL |  | KHARSFHKTV |  | PVKAFPAFLQ |  | TVSLEDFLKK |
| IQRVDFDIFH |  | PSLQQKNTLL |  | PLYLYIQSWR |  | KTY        |  |            |

A: Аланін

C: Цистеїн

D: Аспарагінова кислота

E: Глутамінова кислота

F: Фенілаланін

G: Гліцин

H: Гістидин

I: Ізолейцин

K: Лізин

L: Лейцин

M: Метіонін

N: Аспарагін

P: Пролін

Q: Глутамін

R: Аргінін

S: Серин

T: Треонін

V: Валін

W: Триптофан

Задіяний у такому біологічному процесі, як альтернативний сплайсинг. 
Локалізований у цитоплазмі, ядрі, мембрані, мітохондрії, внутрішній мембрані мітохондрії.